# Міжнародний кінофестиваль короткометражних фільмів в Обергаузені
Міжнародний кінофестиваль короткометражних фільмів в Обергаузені (нім. Internationale Kurzfilmtage Oberhausen) — найстаріший, що проводиться з 1954 року, кінофестиваль короткометражного кіно у світі, що є на даний момент найбільшим фестивалем подібного роду. Проходить щорічно у німецькому місті Обергаузен. Фестиваль акредитований Міжнародною федерацією асоціацій кінопродюсерів з 1960 року. У рамках фестивалю проходять різні конкурсні програми: міжнародна, німецька, міжнародна дитячого та юнацького кіно і інші. Також відбувається вручення нагороди MuVi за найкраще музичне відео. Загальний призовий фонд складає 40 тисяч €.

## Історія
Фестиваль був заснований директором Обернгаузенської вищої школи (Oberhausener Volkshochschule), Гілмаром Гоффманном (Hilmar Hoffmann), за сприяння Кіноклубу Обергаузена (нім. Filmclub Oberhausen) у 1954 році і спочатку мав назву Західнонімецький культурний кінофестиваль (нім. Westdeutsche Kulturfilmtage). Метою першого фестивалю було освітньо-політичне завдання, позначене його епіграфом: «Культурний кінематограф — шлях до освіти» (нім. Kulturfilm – Weg zur Bildung). До його програми увійшли 45 фільмів з ФРН, Франції та США.
З 1958 року по 1997 епіграфом до фестивалю була фраза «Шлях до сусіда» (нім. Weg zum Nachbarn). У 1959 році фестиваль був перейменований в Західнонімецький кінофестиваль короткометражного кіно (нім. Westdeutsche Kurzfilmtage). Свою нинішню назву фестиваль дістав у 1991 році вже після об'єднання Німеччини.